# 日本鋼管病院
日本鋼管病院（にっぽんこうかんびょういん）は、医療法人社団こうかん会が神奈川県川崎市川崎区鋼管通に設置する病院。2003年（平成15年）に現法人によって開設されるまでは日本鋼管株式会社（現 JFEエンジニアリング）の企業立病院であった。救急告示病院や臨床研修指定病院等に指定されている。

## 診療科
- 内科
- 呼吸器内科
- 循環器内科
- 消化器内科
- 肝臓内科
- 糖尿病・内分泌内科
- 腎臓内科
- 神経内科
- 外科
- 消化器外科
- 乳腺外科
- 肛門外科
- 整形外科
- 脳神経外科
- 血管外科
- 精神科
- 小児科
- 皮膚科
- 泌尿器科
- 婦人科
- 眼科
- 耳鼻咽喉科
- リハビリテーション科
- 放射線科
- 病理診断科
- 救急科
- 麻酔科
- 歯科口腔外科
- 血液内科

## 医療機関の指定・認定
- 保険医療機関[1]
- 労災保険指定医療機関[1]
- 指定自立支援医療機関（更生医療・育成医療・精神通院医療）[1]
- 身体障害者福祉法指定医の配置されている医療機関[1]
- 精神保健指定医の配置されている医療機関[1]
- 生活保護法指定医療機関[1]
- 結核指定医療機関[1]
- 指定養育医療機関[1]
- 指定小児慢性特定疾病医療機関[1]
- 難病の患者に対する医療等に関する法律に基づく指定医療機関[1]
- 原子爆弾被害者一般疾病医療機関[1]
- 公害医療機関[1]
- 母体保護法指定医の配置されている医療機関[1]
- 臨床研修病院[1]
- 特定疾患治療研究事業委託医療機関[1]
- 在宅療養後方支援病院[1]
- DPC対象病院[1]
- 救急告示病院[2]
- 公益財団法人日本医療機能評価機構認定病院[3]
- このほか、各種法令による指定・認定病院であるとともに、各学会の認定施設でもある。

## 交通アクセス
- JR「川崎駅」東口バスロータリーより臨港バス川24系統「鋼管循環」乗車、「鋼管病院前」停留所下車[4]